# Nord Matin
Nord Matin : Journal de la Démocratie Socialiste est un quotidien régional aujourd'hui disparu, édité dans le Nord-Pas-de-Calais de 1943 jusqu'aux années 2000.

## Historique

### Résistance
Son principal fondateur est Augustin Laurent. Lorsque Augustin Laurent devient résistant à l’appel de Jean-Baptiste Lebas, il cofonde deux journaux clandestins : L'Homme libre en 1940, devenu La IVe République en 1941 ; et Nord Matin, Journal de la Démocratie Socialiste en 1943. Sa création à Lille en 1943 en fit l'un des principaux organes de diffusion des mots d'ordre de la Résistance. 
À la libération, Nord Matin reçut les biens du Réveil du Nord, qui avait continué à paraître pendant l'occupation sous contrôle allemand.

### Après-guerre
Nord Matin est dès 1944 un titre de presse dans la mouvance socialiste SFIO, leader sur ses zones de diffusion, principalement dans le bassin minier du Nord Pas-de-Calais, avec une ligne très à gauche lors de la bataille du charbon en 1945 et 1946. Mais il subit lors de la grève des mineurs de 1948 des attaques très violentes des militants du Parti communiste, qui le présentent comme menteur, pour faire la promotion du quotidien concurrent, le communiste Liberté, qui a reçu le renfort de journalistes parisiens comme Pierre Hervé.
En 1950, deux journalistes, Georges Lustac et Henri Noguères, socialistes, amis et collaborateurs de Gaston Defferre,,,, s'appuient sur ce journal et sur un autre quotidien, Le Provençal, pour fonder en 1950 un concurrent de l'AFP, l'Agence centrale de presse, qui fédère une vingtaine de journaux régionaux.
Nord Matin était imprimé dans ses locaux  à Lille, situés rue de Paris, la future rue Pierre Mauroy, disparus lors de la rénovation du quartier Saint-Sauveur dans les années 1960. D'abord diffusé également sur Lille et sa région, il est ensuite surtout lu dans le bassin minier 
.

### Années 1970
À partir des années 1970, le quotidien est imprimé sur les rotatives du journal Nord Éclair à Roubaix. Nord Matin représentait à partir de ces années 1970 un paradoxe dans la presse française : le journal de gauche était couplé au quotidien conservateur Nord Éclair (les deux titres appartenant depuis 1967 au groupe Robert Hersant, marqué à droite, qui leur a imposé de faire pages communes dès les années 1980).
Le titre est ensuite passé dans le giron du groupe La Voix du Nord, son ancien directeur Michel Nozière dirigeant même un temps La Voix du Nord.

### Anciens collaborateurs du journal
Parmi les anciens collaborateurs du journal : Daniel Bilalian, Pierre Muller, Pierre Pinson, Yves Jouannic, Évelyne Thomas, Lionel Mondet, Alain Kynck, Gerard Tenier, Édouard Hanoff, Claude Bogaert, Paul Ravéra, Jacques Le Masson (Pierre Le Masson, son fils, seulement quelques mois), Joe Ameye Dominique Potier et Richard Malecha.
Nord Matin fut longtemps vendu dans les campagnes et a donné lieu à des phrases populaires en patois ch'ti : « Min vijin i avo pas ker Nord Matin, i voyo qu'par la Voix du Nord ». « Nord Matin ché pas comme cha qu'in devro dire ché nord miteux. »[pertinence contestée].